# Thyone fusca
Thyone fusca is een zeekomkommer uit de familie Phyllophoridae.
De wetenschappelijke naam van de soort werd in 1903 gepubliceerd door J. Pearson.